# Daniel Björnquist
Daniel Björnquist (sinh ngày 8 tháng 1 năm 1989), thinh thoảng phát âm Daniel Björnkvist hay Daniel Björnqvist, là một cầu thủ bóng đá người Thụy Điển thi đấu cho Örebro SK ở vị trí hậu vệ.